# Grenlandija
Grenlandija (grenlandsko Kalaallit Nunaat, dobesedno pomeni »Naša dežela«, in dansko Grønland, »Zelena dežela«) je otok v Severnem Atlantskem oceanu, vzhodno od Kanade, in je največji otok na svetu (Avstralija je celina). Okoli 84 odstotkov njene površine prekriva led.
Do leta 1814 je bila Grenlandija ena od norveških kronskih kolonij, potem pa je pripadla Danski in leta 1953 postala sestavni del Kraljestva Danske. Danski parlament (Folketing) ji je leta 1978 podelil samoupravo (hjemmestyre), ki se je začela izvajati naslednje leto, 1. maja 1979. Kraljica Danske, Margareta II., je še naprej ostala vodja države. Grenlandija je v okviru Danske spadala k Evropski uniji (takrat Evropska skupnost) od 1. januarja 1973 (pristop Danske), vendar je bila pridobitev samouprave povod, da se je 1. januarja 1985 od Unije odcepila.
Grenlandija je danes največji otok na svetu, ki ga po podatkih iz januarja 2011 naseljuje le 56.615 ljudi, s čimer je Grenlandija najmanj naseljeno odvisno ozemlje na svetu. Največ prebivalcev živi v glavnem mestu Nuuk, ki je tudi največje mesto na otoku.

## Poimenovanje
Nekoč se je v knjižni slovenščini imenovala tudi Grönlandija. To poimenovanje so rabili še v drugi polovici 20. stoletja v nekaterih knjigah in revijah.

## Zgodovina
Prvi ljudje, ki so prišli na Grenlandijo, so bili pripadniki arktičnih lovskih rodov kulture Sarkak (Sarqaq) iz Severne Amerike, ki so z lokom in puščico ter nenavadno velikimi psi zasledovali severne jelene. Lovci iz naslednje kulture, Dorset, ki so lovili s harpuno, so prišli tisoč let pozneje. Pregnali ali premagali so jih Eskimi iz kulture Thule med letoma 1000 in 1400. Prvi Evropejci so na otok prišli leta 982 iz Islandije in ga poimenovali Grenlandija, v tistem času je bil otok nenaseljen. Ustanovili so tri naselbine na skrajnem južno-zahodnem delu in tam ostali nekaj stoletij, dokler jih okoli leta 1200 niso izrinili Eskimi in negostoljubno podnebje.
Po norveških sagah naj bi se prvi na Grenlandiji naselil Eiríkur Rauði (Erik Rdeči), ki je bil izgnan z Islandije zaradi umora. Skupaj z družino in služabniki se je z ladjami odpravil poiskat domnevno deželo na severozahodu. Da bi privabil več ljudi je deželo poimenoval Greenland (Zelena dežela), kar se je izkazalo za dobro potezo. Naselbine so uspevale in se večale, prišli so Eskimi, poslan pa je bil celo krščanski škof. Leta 1386 je Grenlandija postala del Norveškega kraljestva (ki je bil del Kalmarške zveze) in pozneje del Dansko-Norveške monarhije. Po skoraj petsto letih so kolonije propadle, kar je verjetno posledica lakote v 15. stoletju, med obdobjem male ledene dobe, ko so se življenjske razmere silovito poslabšale. Analize arheoloških najdb in kosti iz tega obdobja potrjujejo hudo pomanjkanje hrane takratnih prebivalcev. Ko je norveški misijonar Hans Egede leta 1721 iskal potomce Vikingov, je našel samo še Eskime ali lnuite, kakor se sami imenujejo. Naselbina Godthab, ki jo je ustanovil pa je postala izhodišče za pokristjanjevanje in naseljevanje Dancev in Norvežanov.
Leta 1815 so Danci s Kielsko pogodbo obnovili odvisnost Grenlandije od Danske države. Norvežani so dobrih sto let pozneje, natančneje leta 1920, zavzeli (nenaseljeni) vzhodni del otoka, zato je nastal spor glede lastništva zemlje. Državi sta 1933 spor rešili na Mednarodnem sodišču, kjer je Norveška izgubila. Med drugo svetovno vojno je bila Grenlandija odrezana od Danske, saj je bila matično državo aprila 1940 okupirala Nemčija. Grenlandci so življenjske surovine kupovali v ZDA in Kanadi s sredstvi iz industrije, predvsem rudnika iz Ivigtuta. Med vojno je na otoku prišlo do več incidentov med ameriškimi silami in nemškimi meteorološkimi skupinami, ki so se končali z žrtvami. Po vojni je Grenlandija ponovno prišla pod danski nadzor. Tako je ostalo do leta 1953, ko je otok dobil notranjo avtonomijo. Danes Danska še naprej skrbi za potrebno tehnično pomoč in denarno podporo, to pa zavlačuje popolno samostojnost Grenlandije, čeprav se je leta 1979 izreklo za njeno postopno samostojnost okrog 70 odstotkov Grenlandcev.

## Politična ureditev
Grenlandski vodja države je danski kralj. Danski parlament imenuje Rigsombudsmandna – visokega pooblaščenca, ki predstavlja Dansko monarhijo – to je od leta 2022 Julie Præst Wilche. 
Grenlandija ima tudi svoj parlament, ki šteje 31 članov. Vlado vodi predsednik vlade, ki je običajno kar vodja večinske stranke. Trenutni predsednik vlade je Múte Bourup Egede, ki je to funkcijo nastopil aprila 2021.
Ker otok kljub svoji veliki avtonomiji še vedno spada pod dansko kraljevino, v danskem parlamentu sedita dva njegova predstavnika, ki ju izvoli grenlandski parlament.
Na podlagi avtonomije je Grenlandija leta 1985 izstopila iz Evropske gospodarske skupnosti, katere del je bila Danska. Ko se je 1992 Evropska gospodarska skupnost preoblikovala v Evropsko unijo, je Grenlandija ohranila status nečlanice, vendar z njo ohranja nekatere stike prek Danske, tako da zakoni Evropske unije na Grenlandiji v glavnem ne veljajo, izjema so trgovinski zakoni.

## Zemljepisne značilnosti
Grenlandija je največji otok na svetu, leži pa med Evropo in Severno Ameriko, v severnem delu Atlantika. Ta arktični otok geološko spada h kanadskemu ščitu. Tako kot tam prevladujejo tudi tukaj predkambrijske kamnine, ki jih povečini samo na skrajnem severu prekrivajo mlajše slojevite kamnine. Na ognjeniško delovanje v terciarju spominjajo bazalti in nekaj toplih vrelcev. Kot kažejo gole, od ledu zbrušene kamninske površine, je Grenlandijo v ledenih dobah od časa do časa popolnoma prekrival led. Danes je brez ledu samo ozek, nikjer več kot dvesto kilometrov širok obrežni pas. Številni ledeniki segajo v morje in se prelamljajo v zalivih kjer nastajajo ledene gore.
Grenlandija na severu meji na Arktični ocean, na zahodu na Baffinov zaliv, jugozahodu Labradorsko morje, na jugovzhodu pa Danski preliv. Z Baffinovim zalivom ga povezuje Naresov preliv. Med najsevernejšo točko Grenlandije in najsevernejšo točko Kanadskega arktičnega otočja se nahaja Lincolnovo morje. 
Večina Grenlandije je prekrita z ledom (kar 81 %). Skrajni severni del otoka pa ni prekrit z večnim ledom, kot bi to pričakovali, saj je ozračje tam presuho da bi lahko nastajal sneg; le-ta pa je nujno potreben za vzdrževanje stanja večnega ledu. Če bi se stopila grenlandska ledena odeja, bi otok Grenlandija, zaradi razgibanega reliefa in dviga morske gladine, najverjetneje postal otočje. Ledeni pokrov, kjer se sneg pod lastno težo končno stisne v led, je najbolj debel na severu in se proti robovom tanjša. V gorskih verigah, ki ga obkrožajo, leži kot ujet v velikanskem kotlu. Ledeniški sistemi dosežejo globoko obrušene fjorde samo čez nekaj prevalov in skozi globoke dolinske zareze. Tak je recimo Humboldtov ledenik, ki se polzi v Severno ledeno morje kot sto kilometrov širok leden veletok.
V obdobju med 1989 in 1993 so ameriške in evropske meteorološke odprave preučevale podnebne spremembe v zemljini zgodovini. Pomagali so si z analiziranjem vzorcev ledu, ki so ga izvrtali iz Grenlandske ledene odeje; vrtali so do 3200 m globoko. Rezultati so pokazali nestabilnost in pogosta močna nihanja podnebja v obdobju pred približno 100.000 leti.

## Rastlinstvo in živalstvo
Zaradi visokega celinskega ledu sega arktično podnebje na Grenlandiji daleč pod severni tečajnik. Julijske temperature niso nikjer višje od 10 °C. V smeri od juga proti severu so razmere za obstoj rastlin vedno težje. Za nizko rastje v tundri obalnega območja. ki je še prepredeno z brinom in slečem, so proti severu vedno bolj značilni trave, mahovi in lišaji. Leden mraz in neprestana sušnost na skrajnem severu omogočata skromen obstoj samo še lišajem in algam. V tundrah obalnega obrobja so doma postrušniki. zajci, lisice in čisto na severu severni medved. Severnega jelena so leta 1852 ponovno naselili Norvežani. V morju priobalnega
območja se premetavajo različne vrste tjulnjev, mrožev in kitov. Ob obali živi poleti približno dvesto vrst ptičev. Izmed več kot sto vrst rib v grenlandskih vodah lovijo predvsem polenovko, bokoplavutarico navadni jezik, lososa in v novejšem času kozice. Medtem ko je bil še v začetku stoletja temelj gospodarstva lov na tjulnje, je danes obstanek več kot polovice Grenlandcev neposredno ali posredno odvisen od ribolova oziroma predelava rib.

## Ekonomija
V začetku devetdestih let 20. stoletja je Grenlandija doživljala gospodarsko krizo, vendar se je začelo stanje leta 1993 izboljševati. Domača vlada je proti koncu osemdesetih let začela uveljavljati zelo varčevalno proračunsko politiko, s čimer so zagotovili majhno inflacijo in proračunske presežke. Leta 1990 je Grenlandija ostala brez dveh največjih izvoznih artiklov, saj so zaprli še zadnje rudnike svinca in cinka. Današnje gospodarstvo Grenlandije skoraj v celoti zavzema ribištvo; izvoz morskih rakcev predstavlja večino gospodarskega prihodka. Otok ima tudi velik potencial na področju ogljikovodikov in mineralov, vendar bo izdelava potrebne infrastrukture potekala še leta. Pomembna panoga je tudi turizem, vendar je le-ta pogojen z visokimi cenami in razmeroma kratko turistično sezono. Večino državnih prihodkov tako predstavlja denarna pomoč »materinske« Danske.

## Transport
Na Grenlandiji obstajajo le omejeno število prevoznih sredstev. Glavni prevozni sredstvi za večje razdalje sta letalo in ladja. Ker na otoku, zaradi velikih fjordov in nedostopnega ter divjega terena, ni cest je to tudi edina možna povezava med odmaknjenimi grenlandskimi naselji. Glavno letališče se nahaja v kraju Kangerlussuaq, od tu potekajo vse povezave z zunanjim svetom in odmaknjenimi naselji. Drugo največje letališče se nahaja v kraju Narsarsuaq. Preko obeh letališč potekajo povezave z Dansko in Islandijo. Nekaj časa je delovala tudi letalska povezava z Ameriko vendar so jo zaradi nerentabilnosti po enem letu ukinili.
Poleg letal, potovanje med naselji omogočajo še trajektne povezave, ki jih opravlja družba Arctic Umiaq Lne. Trajektna linija povezuje vsa večja naselji na zahodni in jugo-zahodni obali Grenlandije. Trajekt vsak teden opravijo eno krožno vožnjo med naselji pri čemer vožnja v eno smer traja okoli 80 ur.

## Demografija
| Vera na Grenlandiji | Vera na Grenlandiji | Vera na Grenlandiji | Vera na Grenlandiji | Vera na Grenlandiji |
| ------------------- | ------------------- | ------------------- | ------------------- | ------------------- |
| Vera                | Vera                |                     | Odstotki            | Odstotki            |
| Krščanstvo          | Krščanstvo          |                     | 96.6%               | 96.6%               |
| Neverni             | Neverni             |                     | 2.2%                | 2.2%                |
| Lokalna verstva     | Lokalna verstva     |                     | 0.7%                | 0.7%                |
| Drugo               | Drugo               |                     | 0.5%                | 0.5%                |

Na otoku živi 57.637 (podatki iz leta 2010) ljudi, 88 % teh je Inuitov preostali 12 % pa je Evropejcev večinoma Dancev. Večina prebivalstva živi ob fjordih na jugo-zahodni obali otoka kjer je podnebje najbolj milo. Najbolj gosto je naseljeno mesto Nuuk, ki je tudi glavno mesto Grenlandije.
Na področju religije z 96,6 % prevladuje krščanstvo, 2,2 % je neverujočih preostali pa so pripadniki etničnih religij ali ostalih svetovnih religij.
Uradna jezika na otoku sta grenlandščina (Kalaallisut) in danščina. Večina prebivalstva govori oba jezika. Grenlandščina je uradni jezik postala šele junija 2009, vendar se iz praktičnih razlogov v administraciji kljub temu še vedno uporablja danščina. Danščino uporablja 12 % prebivalstva, uporablja se jo na uradih in v šolstvu ter v večjih mestih kot je npr. Nuuk kjer živi veliko Dancev in priseljencev. Grenlandščino govori okoli 50.000 ljudi, sam jezik pa spada med Eskimsko-Aleutske jezike. Na Grenlandiji obstaja štirje dialekti tega jezika: uradni, severni (Inuktun), dialekt iz regije Qaanaaq (Inughuit) in zahodni dialekt (Tunumiisut). Ta jezik večinoma uporablja avtohtono prebivalstvo v vsakdanjem življenju.
Kot tretji jezik se uporablja angleščina, prebivalci se jo učijo v šolah.